# اکسلید (خواننده)
ایکوفوریجی اولیتان عبدالرحمن ، معروف به اکسلید (زاده ۲۲ آوریل ۱۹۹۷)، یک خواننده و آهنگساز نیجریه ای است. او با ترونیک موزیک، اپیک رکوردز در فرانسه با فوئن لابرادا رکوردز در بریتانیا قراردادی به امضا رساند. بعد از آن اکسلید با نشر آهنگ " دور " که در لیست ۵۰ آهنگ برتر سال ۲۰۲۰ رولینگ استون ' شد، معروف شد. او اولین هنرمند بعدی پاندورا آفریقا در ماه ژوئیه ۲۰۲۲ مشهور شد.

## اوایل زندگی و حرفه
ایکوفیجی اولیتان در تاریخ ۲۲ آوریل ۱۹۹۷ در سورولر در یک منطقه مسکونی در لاگوس متولد شد. او پس از فوت مادرش در سنین ۳ سالگی توسط پدر و مادربزرگش تربیت و رشد پیدا می کند. پدرایکوفیجی اولیتان دبیر دانشگاه ایالتی لاگوس بود و در آن دانشگاه برای تحصیل در رشته تاریخ و بعد از آن ایکوفیجی اولیتان در رشته روابط بین‌الملل قبول می شود. بعدها او به مدت ۲ سال در آن دانشگاه تحصیل نمود و سپس برای ادامه فعالیتش در حوزه موسیقی مجبور شد رشته و دانشگاه خود را ترک نماید.